# Sumberwudi
Sumberwudi is een bestuurslaag in het regentschap Lamongan van de provincie Oost-Java, Indonesië. Sumberwudi telt 2606 inwoners (volkstelling 2010).